# Nyctiophylax vetulya
Nyctiophylax vetulya är en nattsländeart som beskrevs av Schmid 1958. Nyctiophylax vetulya ingår i släktet Nyctiophylax och familjen fångstnätnattsländor. Inga underarter finns listade i Catalogue of Life.